# 表象
表象（ひょうしょう、英: Representation、仏: Représentation）は、一般には、知覚したイメージを記憶に保ち、再び心のうちに表れた作用をいう（イメージそのものを含めて呼ぶこともある）が、元来は「なにか（に代わって）他のことを指す」という意味である。類義語に、記号、イメージ、シンボル（象徴）がある。

## 語義

### 翻訳語としての表象
「表象」は翻訳語であり、その原語は希:phantasia、羅: idea, perceptio, repraesentatio、英: idea, perception, representation、仏: idée, perception, représentation、独: Vorstellungなど様々であるが、近年は英語・フランス語などでのrepresentation、またドイツ語の Vorstellung の訳語として認知されている。
研究者によっては、用法は異なることもあり、一意的に確定しているわけではない。例えば、現在symbolは「象徴」と訳されるが、かつて「表象」と翻訳されたこともある。アーサー・シモンズの「The Symbolist Movement in Literature」は、現在では山形和美訳など複数の訳書で、「象徴主義の文学運動」と訳されるが、大正2年の岩野泡鳴訳では「表象派の文學運動」として表題は翻訳されていた。このような混乱は他の哲学用語系統の翻訳語と同様に、問題としてある。なお現在でも、国語事典には、symbolismは象徴主義・表象主義の2つを並記している。

### 術語としての表象
哲学、心理学、認知科学、政治学、人類学、美術理論などそれぞれの研究領域で使用される術語である。

### 哲学用語としての表象
クリスチャン・ヴォルフは、ラテン語のperceptioのドイツ語訳としてVorstellungを当てた。日本における哲学用語としての表象は、一般に、ドイツ語の Vorstellung、 フランス語のreprésentationの訳語として認知されている。この意味での表象は、外界にある対象を知覚することによって得る内的な対象をいう（「知覚表象」）。外界の対象が現に存在せず、知覚対象を記憶に保ち、再び心のうちに表れた内的な対象を知覚対象と区別する意味で「記憶表象」といい、同じく人の思考作用によって心の内に現れた内的な対象を「想像表象」という。
表象によって得られた内的対象は、外界の対象が現に存在するか否かにかかわりなく、人の意識のうちに現れ出でるものであり、外界の対象を象徴する記号的な意味をもつ観念でもある。ルネ・デカルトはこの内的対象を示す語としてidéeの語を充てていたが、カントはデカルトを厳しく批判し、Vorstellungを自己の哲学大系の中心に置いた。フランスでも、idéeの語に代えてreprésentationの語が広く用いられるようになった。知覚表象の場合と異なり、記憶表象および想像表象の場合は、外的対象が現に存在せず、心の内に「再び―現れる」（re-présentation）ので、記憶表象と想像表象のみを「表象」ということもある。

#### ギリシア哲学
ギリシア哲学において、表象はものの実相でも人間の思考でもない中間的なもの、あるいは幻想的なものという位置を与えられていた。

#### 近代哲学
「人間は表象によってしか物事を把握できない」と考えるデカルトを始めとする近代哲学の登場によって、表象の地位も向上した。

#### ドイツ思想におけるVorstellung
哲学上の用語としては、ドイツ語の Vorstellung (Vor-stellungは「まえに-おく」の意)の訳語として使われる。現識と訳されたこともある。感情・思惟を除く意識上の対象を指す。
ハイデガーはドイツ語をもとに表象について考えた。ハイデガーは表象を考えることで、西洋形而上学の問題性を指摘したが、その帰結には賛否がある。
ショーペンハウアーは、その著書『意志と表象としての世界』（Die Welt als Wille und Vorstellung 1819年）において、世界はわたしの表象であり、世界の本質は生きんとする盲目の意志であるとした。

#### フランス思想におけるreprésentation
戦後フランス哲学などでのreprésentationは、「再現前」「代理体制（システム）」などとも翻訳される（例：ジル・ドゥルーズ『差異と反復』河出書房新社、ジャック・デリダ『エクリチュールと差異』法政大学出版局）。
ミシェル・フーコーは表象を、西洋の17-18世紀の思考方法を理解するのに有効な鍵概念だと考えた。
ニーチェは、人間は表象する以外に認識ができないと考えた。さらに、ドゥルーズは、ニーチェの考えを展開し、表象ではなく、反復の思想を打ち出した。

#### 英米思想におけるRepresentation
英米思想においては、ジョン・ロックやバークリ以来の経験論以来、議論が蓄積されている。パースやモリスなどのアメリカ記号論なども経由し、現在では、分析哲学や認知科学などでも、表象(Representation)は重要な問題のひとつとみなされている。

#### 表象主義と反表象主義
認知科学では、認知過程が外界を内的に表象することとする「表象主義」と、ジェームズ・ギブソンのアフォーダンス理論のように、知覚情報は構造化されたかたちで環境内に実在し、知覚者は環境内を動き回ながらその情報を獲得するのであり、そこに内的表象や構成の過程を想定する必要はないとする「反表象主義」とがあり、現在も研究が展開している。
同様に、リチャード・ローティやドナルド・デイヴィッドソンらも、「表象主義」的な説明をしりぞけ、「反表象主義」として括られることもある。

## その他
東京大学は1986年に「表象文化論」の学科を創設し、以後「表象」という単語は制度的に公認されたといえる。